# Дмитрівка (Одеський район)
Дми́трівка (в минулому (до 01.02.1945) — Ней-Люстдорф; ІваноБузинівка) — село Визирської сільської громади в Одеському районі Одеської області. Населення становить 512 осіб.

## Географія
Селом тече Балка Тишківка.

## Історія
Станом на 1886 у німецькій колонії Нейлюстдорф Нейзацької волості Одеського повіту Херсонської губернії, мешкало 143 особи, налічувалось 21 дворове господарство, існували лютеранський молитовний будинок та школа.

## Населення
Згідно з переписом УРСР 1989 року чисельність наявного населення села становила 563 особи, з яких 262 чоловіки та 301 жінка.
За переписом населення України 2001 року в селі мешкало 512 осіб.

### Мова
Розподіл населення за рідною мовою за даними перепису 2001 року:
| Мова       | Відсоток |
| ---------- | -------- |
| українська | 91,99 %  |
| російська  | 4,30 %   |
| болгарська | 1,56 %   |
| гагаузька  | 1,37 %   |
| молдовська | 0,59 %   |
| німецька   | 0,20 %   |